# Афанасий (Паисиос-Кондоиди)
Епископ Афанасий (греч. Επίσκοπος Αθανάσιος, в миру Анастасий Пауссиус-Кондоиди; ?, Кандиди — 10 (21) октября 1737) — епископ Русской православной церкви греческого происхождения, епископ Суздальский (1735—1737), епископ Вологодский (1726—1735).

## Биография
Родом из Кандиди, с греческого острова Крит.
Образование получил в Италии и Константинополе.
В 1711 году возвратился на родину, принял священство и поступил законоучителем князя Антиоха Кантемира.
В 1711 году, в ходе Прутского похода, Анастасий был замечен императором Петром I.
Прибыв в Россию, Кондоиди был первоначально назначен преподавателем в Московскую духовную академию, а затем определён протоиереем Петропавловского собора в Санкт-Петербурге. Ему также было поручено исправление славянского перевода Библии, над которым он трудился совместно с Феофилактом (Лопатинским).
В 1721 году назначен в Святейшем синоде асессором.
12 февраля 1722 года пострижен в монашество. С 2 марта 1722 года — игумен Ярославского Толгского монастыря.
8 июля 1723 года возведён в сан архимандрита Ярославского Спасского монастыря.
26 декабря 1725 года назначен советником Святейшего синода. С 15 июля 1726 года — член Святейшего синода.
9 октября 1726 года хиротонисан во епископа Вологодского.
13 июня 1727 года уволен из Святейшего синода. По инициативе епископа Афанасия и при его непосредственном участии в Вологде была открыта первая духовная семинария. На первых порах сам владыка Афанасий преподавал в ней латынь, итальянский и греческий языки. При семинарии начала формироваться библиотека — богатейшая по тому времени. В ней хранились сочинения Гомера, Овидия, Вергилия.
Обратил внимание на негативные тенденции в Русской православной церкви: ухудшение положения монастырей и убыль монашества. Причину такого положения дел Афанасий видел в разрушении монастырского хозяйства и грубом вмешательстве государства в церковные дела. Пользуясь своим влиянием в Синоде, Афанасий настоятельно советовал иерархам Русской церкви меры по оживлению монастырей.
После нескольких предупреждений от императрицы Анны Иоанновны за поддержку сосланного в Вологду опального ростовского епископа Георгия (Дашкова) был отстранён от руководства Вологодской кафедрой и 17 сентября 1735 года переведён на Суздальскую.
Скончался 10 октября 1737 года. Перед смертью епископ Афанасий завещал передать свою личную библиотеку частично в Московскую духовную академию, а частично — в Петропавловский собор.